# Fenja Rühl
Fenja Rühl (* 22. Januar 1963 in Bad Homburg vor der Höhe) ist eine deutsche Schauspielerin. Derzeit lebt sie in Berlin und Dublin.

## Leben
Fenja Rühl stammt aus einer Schauspielerfamilie und sammelte bereits als Kind erste Dreherfahrungen. Sie studierte u. a. an der Johann Wolfgang Goethe-Universität Frankfurt am Main (Theaterwissenschaften) und an der American Academy of Dramatic Arts. Außerdem nahm sie Schauspielunterricht bei MK Lewis, Grey Allen, Margie Haber u. a. in Los Angeles.
Innerhalb der vergangenen 20 Jahre hat sie in einer Reihe deutscher Fernsehproduktionen gespielt, an diversen Theatern gearbeitet, moderiert und zahlreiche Schul- und Lehrfilme gedreht. Des Weiteren hat sie eine eigene LP herausgebracht und für diverse Charityorganisationen Projekte initiiert und produziert. Rühl spielte u. a. bei Gute Zeiten, schlechte Zeiten als erste Darstellerin von Barbara Wiebe/Graf. Nach der Geburt ihres Sohnes zog sie für eine Weile nach Irland, machte eine Babypause und begann zu coachen und zu unterrichten. Zuletzt spielte sie in der holländisch-deutschen Produktion Unerreichbar die weibliche Hauptrolle.
In der Ausgabe 10/1988 war Fenja Rühl das Playmate des Monats im deutschen Playboy.

## Filmografie
- 1990: Diese Drombuschs (Fernsehserie, eine Folge)
- 1993: Gute Zeiten, schlechte Zeiten (Fernsehserie, fünf Folgen)
- 1993: Der Fall Lucona
- 1996, 2000: Die Wache (Fernsehserie, zwei Folgen)
- 1999: SK Kölsch (Fernsehserie, eine Folge)
- 1999: Balko (Fernsehserie, eine Folge)
- 1999: SK-Babies (Fernsehserie, eine Folge)
- 1999: Männer aus zweiter Hand
- 2015: Die dunkle Kammer